# Thanh đạm mụt
Thanh đạm mụt (danh pháp hai phần: Coelogyne lentiginosa) là một loài phong lan.
Cây phân bố ở Myanmar, Thái Lan, Việt Nam. Tại Việt Nam, cây có mặt ở khu vực Tây Nguyên.

## Hình ảnh

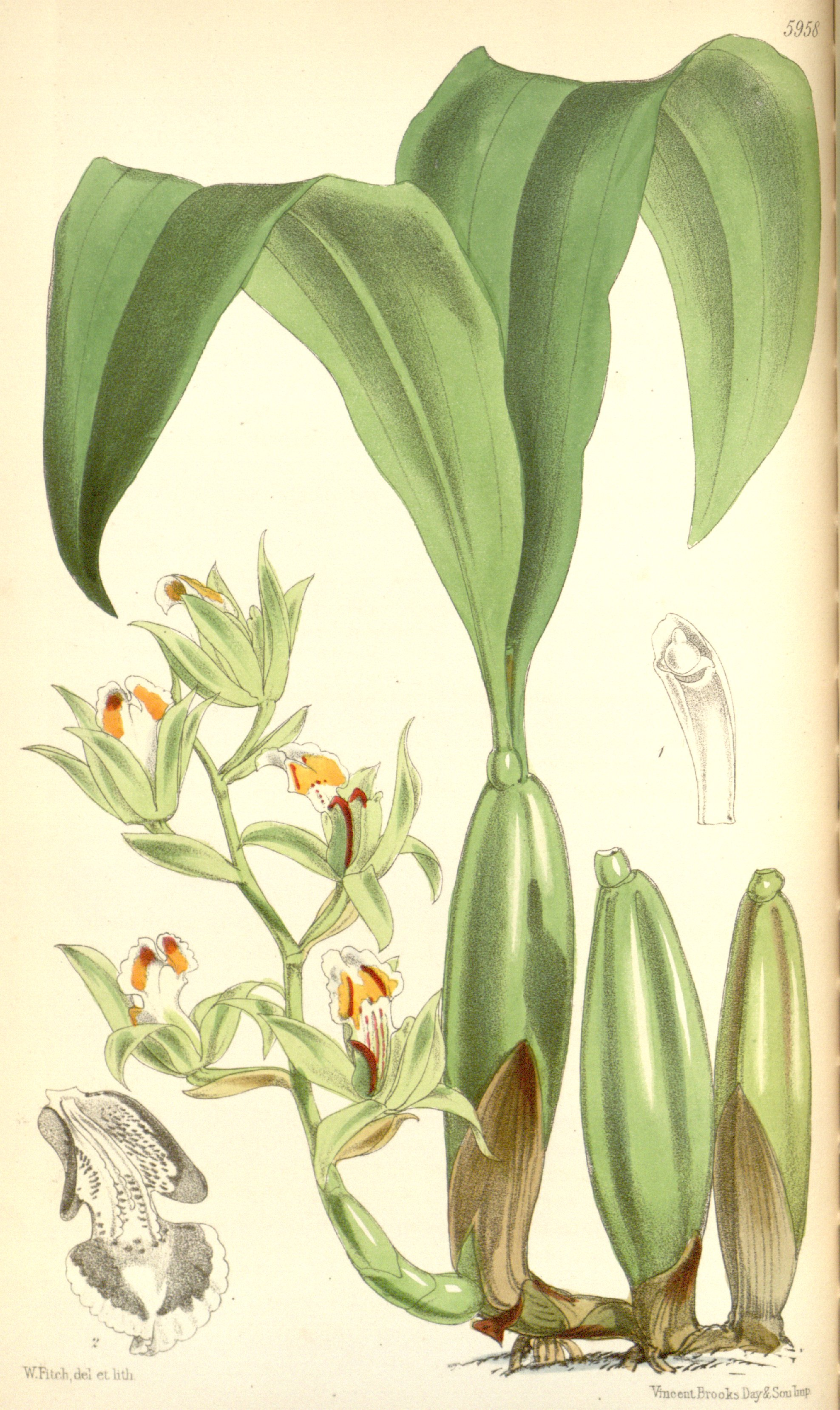
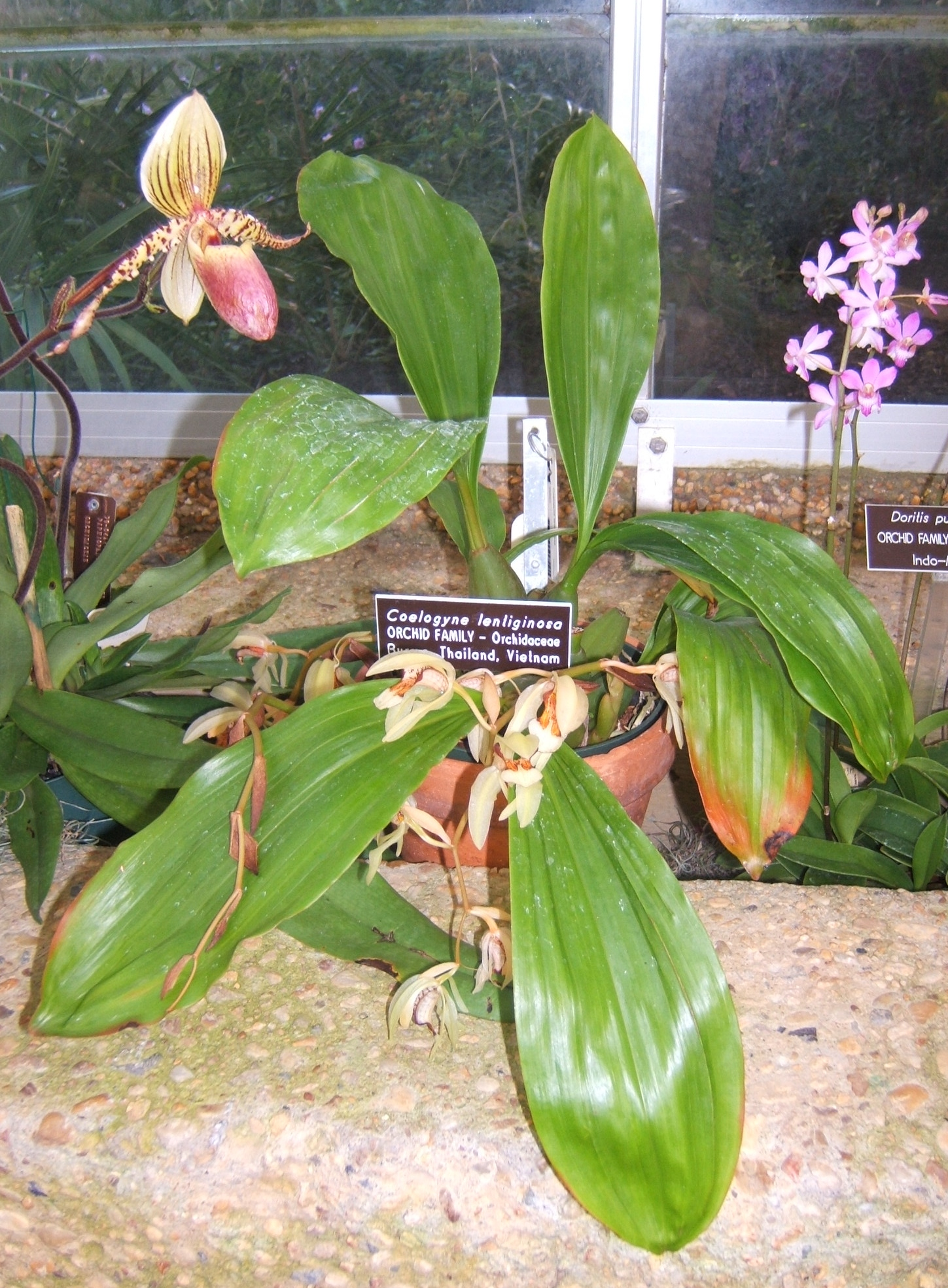